# Nicolae Tcaciuc-Albu
Nicolae Tcaciuc-Albu (n. 11 noiembrie 1885, Rogojești-Cernăuți, Bucovina, Austro-Ungaria – d. 1960, București) a fost un traducător și istoric literar. A absolvit școala primară în satul natal și la Siret, iar liceul (1897-1905) și Facultatea de Litere și Filosofie (1905-1908) la Cernăuți, unde va obține în anul 1920 și titlul de Doctor în Litere. A fost profesor de limba română la Gimnaziul Superior Greco-Oriental din Suceava (1916-1918), la Liceul „Dragoș Vodă” din Câmpulung Moldovenesc (1919-1921) și la Liceul „Aron Pumnul” din Cernăuți (până la evacuarea din 1940). A fost secretar de redacție al revistei Junimea literară (1910-1913) și colaborator la Făt-Frumos, Junimea literară, Convorbiri literare, Neamul românesc etc. Ca publicist a semnat și cu pseudonimul D. Timoteiu.

## Opera literară
- Istoria literaturii române, Cernăuți, 1923; ediția a II-a, Cernăuți, 1937;
- Câteva cuvinte despre românii rutenizați din nordul Bucovinei, Cernăuți, 1926;
- Heinrich Heine in der rumänischen Literatur, Cernăuți, 1926;
- Cântarea României. Studiu istorico-literar, Cernăuți, 1927;
- Geneza poeziei „Somnoroase păsărele”, Cernăuți, 1939;
- Goethe și Eminescu, Cernăuți, 1942;
- Înrâuriri heineene în opera lui Eminescu, Cernăuți, 1942;
- Schiller și Eminescu, Cernăuți, 1943;
- Ienăchiță Văcărescu (Viața, opera, influențele străine), Cernăuți, 1943;
- Versuri de tot felul, Brad, 1944;
- Don Juan (poem dramatic), în Revista Bucovinei, nr. 9-10, Timișoara, 1944.